# Mapania sylvatica
Mapania sylvatica es una especie de planta herbácea perteneciente al género Mapania, que a su vez es parte de la familia de las ciperáceas. Su rango de distribución nativa abarca Gabón y el norte de Sudamérica.

## Subespecies aceptadas
- Mapania sylvatica subsp. sylvatica
- Mapania sylvatica subsp. gabonica (Cherm.) D.A.Simpson[1]